# Barbachen
Barbachen est une commune française située dans le nord du département des Hautes-Pyrénées, en région Occitanie. Sur le plan historique et culturel, la commune est de l’ancien comté de Bigorre, comté historique des Pyrénées françaises et de Gascogne.
Exposée à un climat océanique altéré, elle est drainée par le canal d'Alaric, l'Estéous, l'Aule, le ruisseau de Larcis et par divers autres petits cours d'eau.
Barbachen est une commune rurale qui compte 42 habitants en 2022, après avoir connu un pic de population de 162 habitants en 1856. Elle fait partie de l'aire d'attraction de Tarbes. Ses habitants sont appelés les Barbachénois ou  Barbachénoises.

## Géographie

### Localisation
La commune de Barbachen se trouve dans le département des Hautes-Pyrénées, en région Occitanie.
Elle se situe à 23 km à vol d'oiseau de Tarbes, préfecture du département, et à 8 km de Maubourguet, bureau centralisateur du canton du Val d'Adour-Rustan-Madiranais dont dépend la commune depuis 2015 pour les élections départementales.
La commune fait en outre partie du bassin de vie de Vic-en-Bigorre.
Les communes les plus proches sont : 
Ansost (1,2 km), Buzon (1,8 km), Monfaucon (2,2 km), Beccas (2,4 km), Ségalas (2,5 km), Liac (3,1 km), Gensac (3,4 km), Haget (3,4 km).
Sur le plan historique et culturel, Barbachen fait partie de l’ancien comté de Bigorre, comté historique des Pyrénées françaises et de Gascogne créé au IXe siècle puis rattaché au domaine royal en 1302, inclus ensuite au comté de Foix en 1425 puis une nouvelle fois rattaché au royaume de France en 1607. La commune est dans le pays de Tarbes et de la Haute Bigorre.
|        | Monfaucon | Buzon         |
| Ansost | Barbachen | Beccas (Gers) |
|        | Ségalas   | Haget (Gers)  |

### Hydrographie

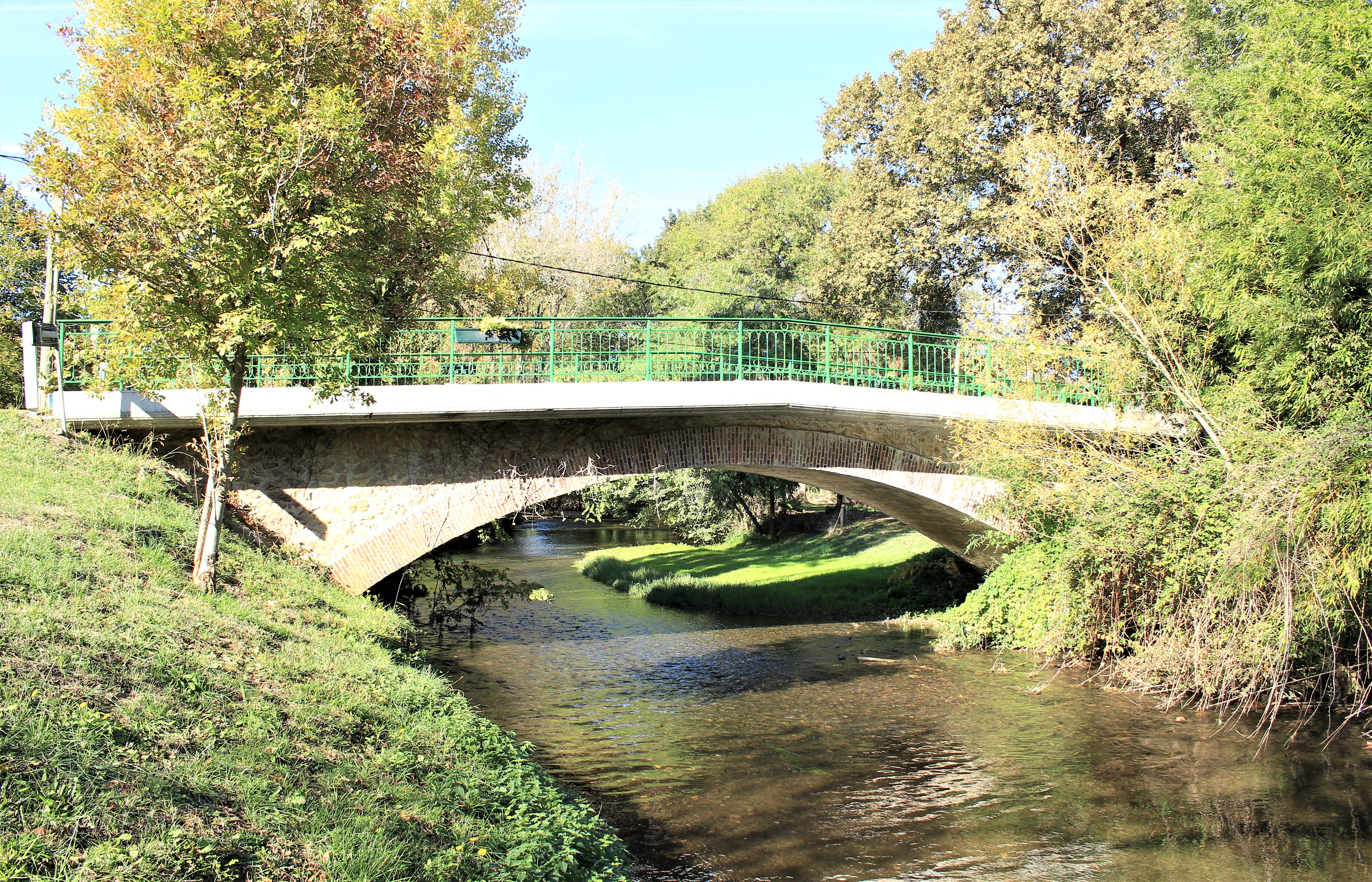
Le pont au-dessus du ruisseau de l'Estéous.

La commune est dans le bassin de l'Adour, au sein du bassin hydrographique Adour-Garonne. Elle est drainée par le canal d'Alaric, le Estéous, l'Aule, le ruisseau de Larcis, le ruisseau de la Garnère, le ruisseau de la Garnère et par un petit cours d'eau, constituant un réseau hydrographique de 11 km de longueur totale,.
Le canal d'Alaric, d'une longueur totale de 73,7 km, prend sa source dans la commune de Pouzac et s'écoule du sud vers le nord. Il traverse la commune et se jette dans l'Adour à Izotges, après avoir traversé 38 communes.
Le Estéous, d'une longueur totale de 45,3 km, prend sa source dans la commune de Souyeaux et s'écoule du sud vers le nord. Il traverse la commune et se jette dans l'Adour à Labatut-Rivière, après avoir traversé 29 communes.
L'Aule, d'une longueur totale de 16,1 km, prend sa source dans la commune de Chis et s'écoule du sud vers le nord. Il traverse la commune et se jette dans le canal d'Alaric à Barbachen, après avoir traversé 9 communes.

### Climat
Le climat est tempéré de type océanique, en raison de l'influence proche de l'Océan Atlantique situé à peu près 150 km plus à l'ouest. La proximité des Pyrénées fait que la commune profite d'un effet de foehn, il peut aussi y neiger en hiver, même si cela reste inhabituel.
| Mois                              | jan.  | fév.  | mars  | avril | mai   | juin  | jui.  | août  | sep.  | oct.  | nov.  | déc.  | année   |
| --------------------------------- | ----- | ----- | ----- | ----- | ----- | ----- | ----- | ----- | ----- | ----- | ----- | ----- | ------- |
| Température minimale moyenne (°C) | 0,6   | 1,3   | 2,7   | 5,2   | 8,3   | 11,6  | 14,1  | 13,9  | 11,7  | 8     | 3,6   | 1,3   | 6,9     |
| Température moyenne (°C)          | 5,3   | 6,1   | 7,8   | 10    | 13,3  | 16,7  | 19,3  | 19    | 17,2  | 13,3  | 8,5   | 5,8   | 11,9    |
| Température maximale moyenne (°C) | 9,9   | 11    | 12,9  | 14,8  | 18,3  | 21,7  | 24,5  | 24    | 22,6  | 18,6  | 13,4  | 10,4  | 16,8    |
| Ensoleillement (h)                | 108,8 | 118,8 | 155,6 | 157,2 | 181,3 | 191,5 | 215,5 | 196,4 | 194,5 | 164,4 | 124,4 | 104,4 | 1 912,8 |
| Précipitations (mm)               | 112,8 | 97,5  | 100,2 | 105,7 | 113,6 | 80,7  | 57,3  | 70,3  | 71    | 85,2  | 93    | 112,1 | 1 099,4 |

## Urbanisme

### Typologie
Au 1er janvier 2024, Barbachen est catégorisée commune rurale à habitat très dispersé, selon la nouvelle grille communale de densité à sept niveaux définie par l'Insee en 2022.
Elle est située hors unité urbaine. Par ailleurs la commune fait partie de l'aire d'attraction de Tarbes, dont elle est une commune de la couronne,. Cette aire, qui regroupe 153 communes, est catégorisée dans les aires de 50 000 à moins de 200 000 habitants,.

### Occupation des sols
L'occupation des sols de la commune, telle qu'elle ressort de la base de données européenne d’occupation biophysique des sols Corine Land Cover (CLC), est marquée par l'importance des territoires agricoles (95,4 % en 2018), une proportion identique à celle de 1990 (95,4 %). La répartition détaillée en 2018 est la suivante : 
terres arables (73,8 %), prairies (21,6 %), forêts (4,6 %).
L'IGN met par ailleurs à disposition un outil en ligne permettant de comparer l’évolution dans le temps de l’occupation des sols de la commune (ou de territoires à des échelles différentes). Plusieurs époques sont accessibles sous forme de cartes ou photos aériennes : la carte de Cassini (XVIIIe siècle), la carte d'état-major (1820-1866) et la période actuelle (1950 à aujourd'hui).

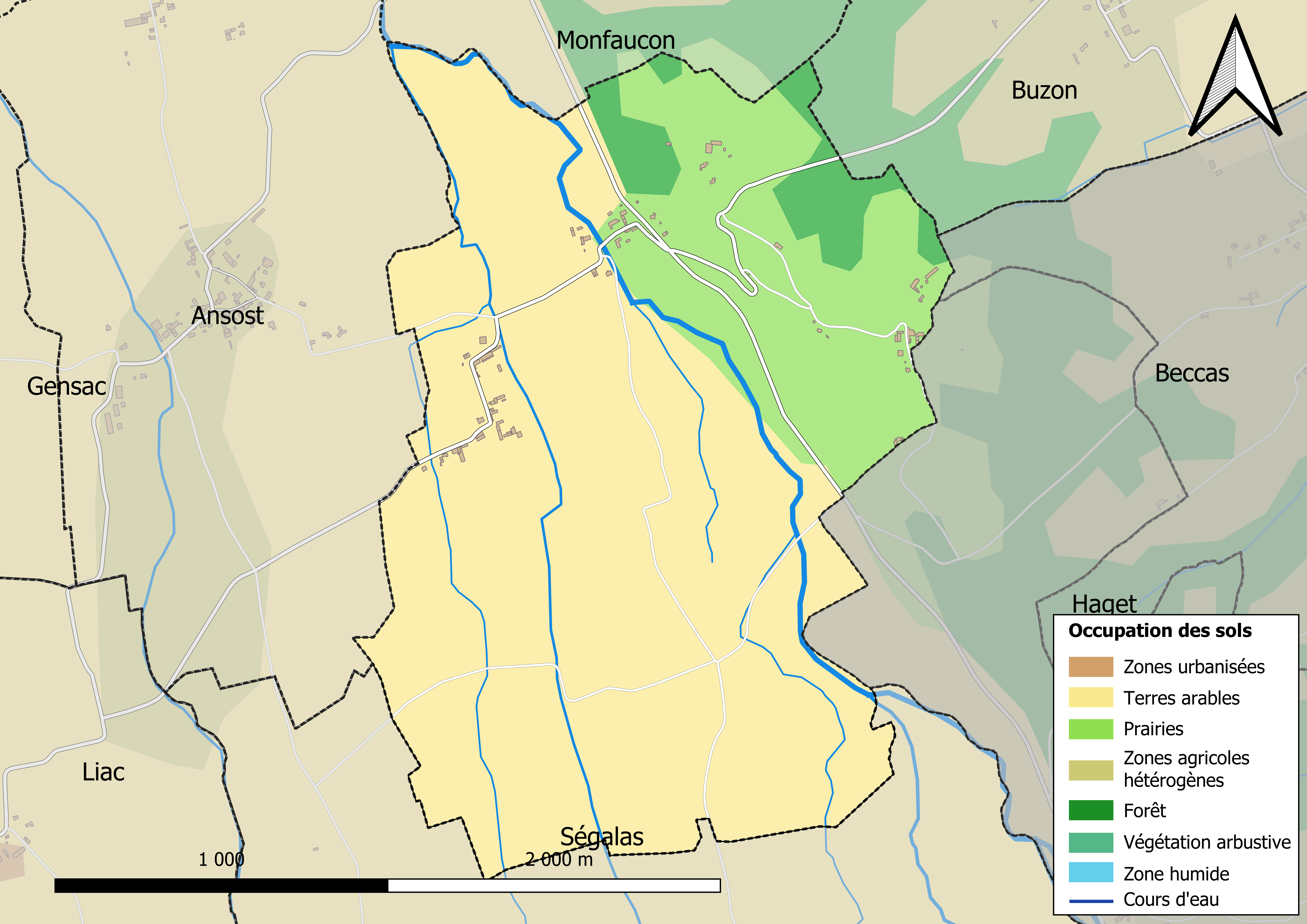
Carte des infrastructures et de l'occupation des sols en 2018 (CLC) de la commune.
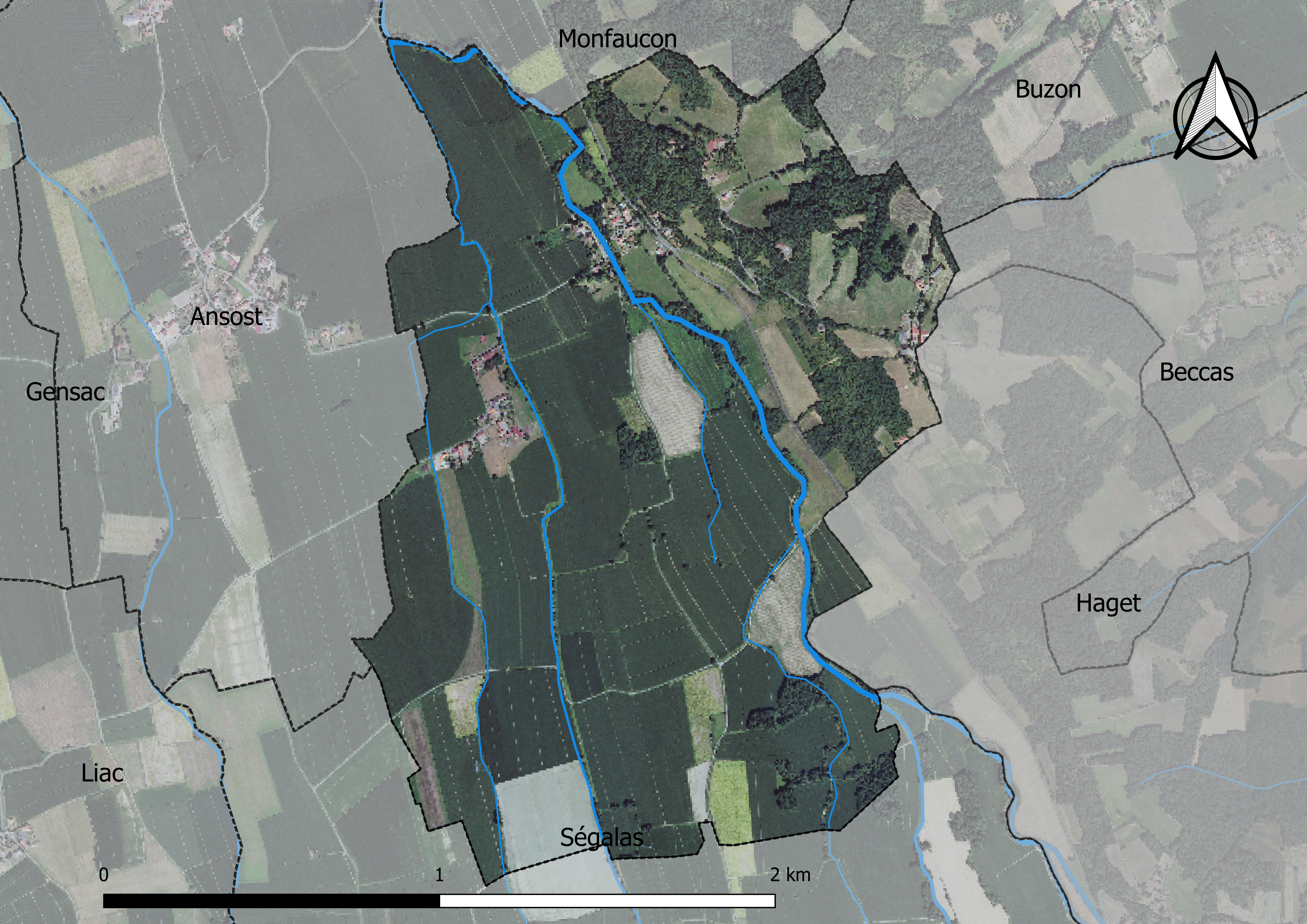
Carte orthophotogrammétrique de la commune.

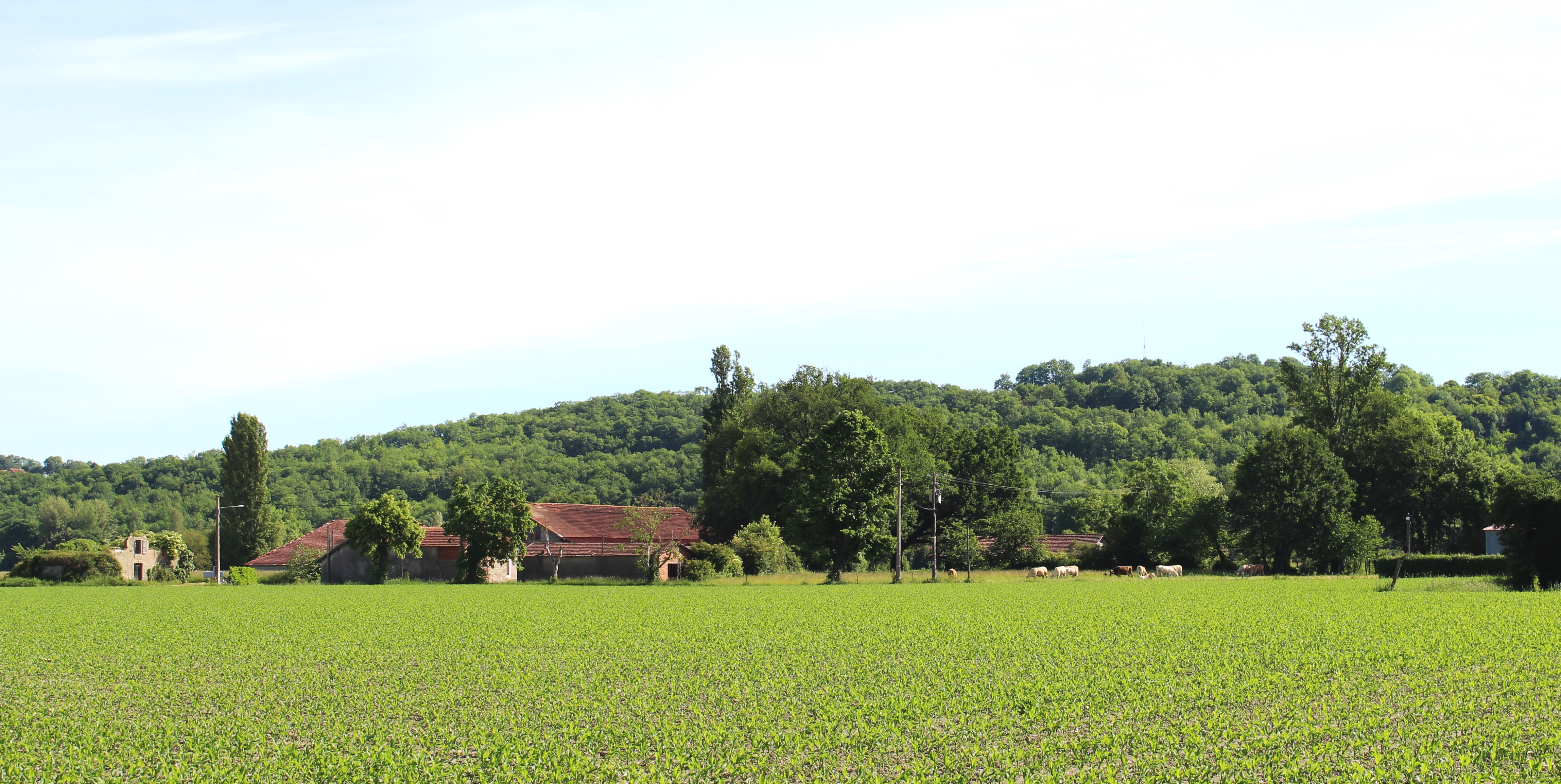
Vue partielle de la commune.

### Logement
En 2012, le nombre total de logements dans la commune est de 28.

Parmi ces logements, 75.4 % sont des résidences principales, 14.1  % des résidences secondaires et 10.6 % des logements vacants.

### Voies de communication et transports
Cette commune est desservie par les routes départementales D 5 et D 252.

## Toponymie

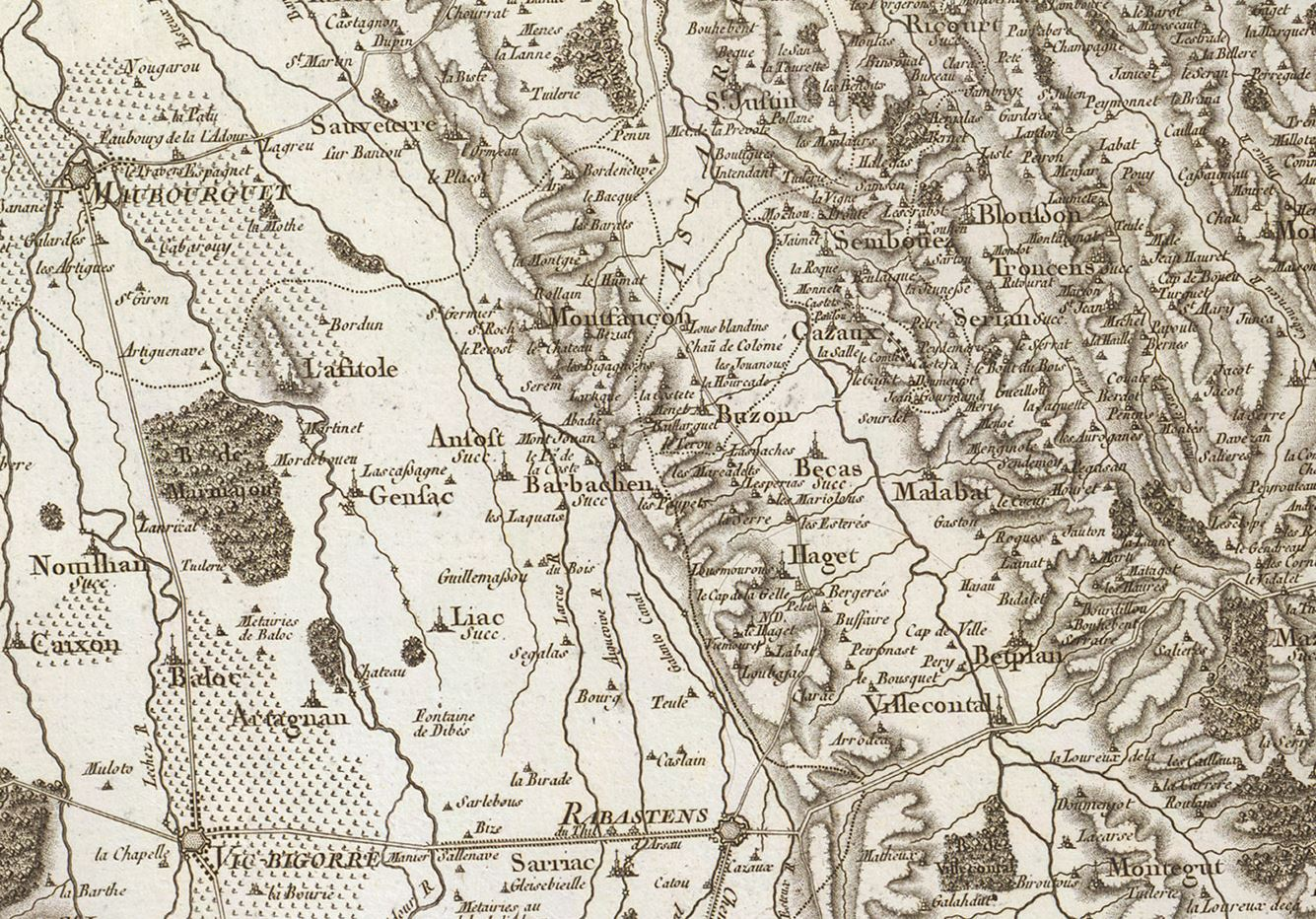
Extrait de la carte de Cassini (entre 1756 et 1789) situant Barbachen au sud-est de Maubourguet.

On trouvera les principales informations dans le Dictionnaire toponymique des communes des Hautes-Pyrénées de Michel Grosclaude et Jean-François Le Nail qui rapporte les dénominations historiques du village :
Dénominations historiques :
- Barbepien (1285, montre Bigorre) ;
- De Barbapenh (1313, Debita regi Navarre) ;
- Barbapjen (1379, procuration Tarbes) ;
- Barba Pien (1429, censier Bigorre) ;
- Barbaxen (1760, Larcher, pouillé Tarbes) ;
- Barbachen (fin XVIIIe siècle, carte de Cassini).

Étymologie : peut-être du nom de personnage latin Barbatius et suffixe aquitain ennum.
Nom occitan : Barbachen.

## Histoire

### Cadastre napoléonien de Barbachen
Le plan cadastral napoléonien de Barbachen est consultable sur le site des archives départementales des Hautes-Pyrénées.

## Politique et administration

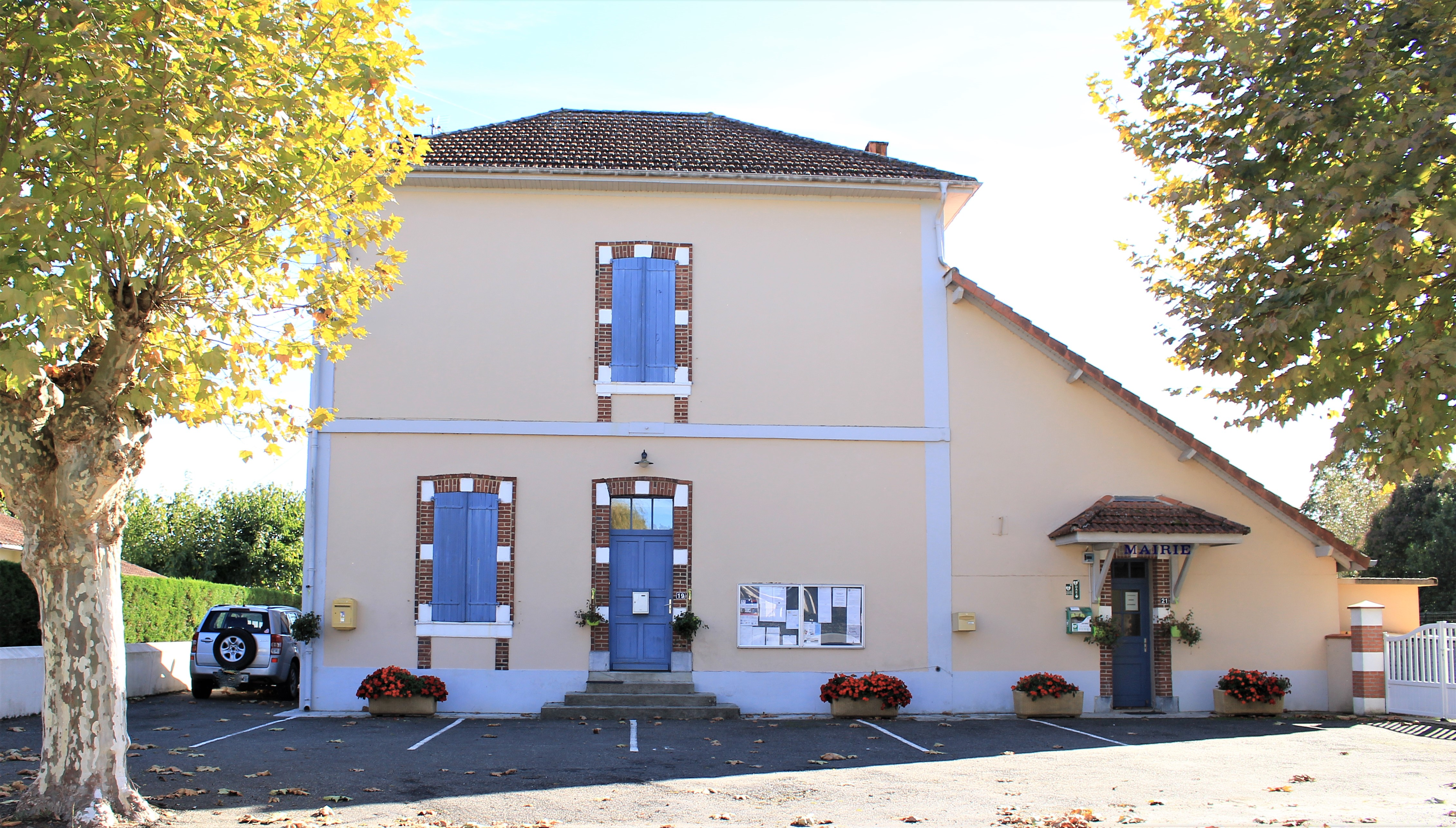
La mairie en 2022.

### Liste des maires
| Période                                  | Période   | Identité        | Étiquette | Qualité |
| ---------------------------------------- | --------- | --------------- | --------- | ------- |
| Les données manquantes sont à compléter. |           |                 |           |         |
|                                          |           |                 |           |         |
| mars 2001                                | mars 2020 | Francis Larrang |           |         |
| mars 2020                                | en cours  | Magali Larrang  |           |         |

### Rattachements administratifs et électoraux

#### Historique administratif
Pays  et sénéchaussée de Bigorre, quarteron de Vic, comté d'Artagnan, canton de Rabastens (depuis 1790).

#### Intercommunalité
Barbachen appartient à la communauté de communes Adour Madiran créée en janvier 2017 qui a la particularité de réunir 72 communes de Bigorre et Béarn.

## Population et société

### Démographie

#### Évolution démographique
| 1793 | 1800 | 1806 | 1821 | 1831 | 1836 | 1841 | 1846 | 1851 |
| ---- | ---- | ---- | ---- | ---- | ---- | ---- | ---- | ---- |
| 130  | 113  | 132  | 157  | 160  | 151  | 157  | 151  | 158  |

| 1856 | 1861 | 1866 | 1876 | 1881 | 1886 | 1891 | 1896 | 1901 |
| ---- | ---- | ---- | ---- | ---- | ---- | ---- | ---- | ---- |
| 162  | 160  | 151  | 126  | 117  | 118  | 109  | 101  | 98   |

| 1906 | 1911 | 1921 | 1926 | 1931 | 1936 | 1946 | 1954 | 1962 |
| ---- | ---- | ---- | ---- | ---- | ---- | ---- | ---- | ---- |
| 96   | 99   | 78   | 74   | 70   | 65   | 66   | 66   | 61   |

| 1968 | 1975 | 1982 | 1990 | 1999 | 2006 | 2011 | 2016 | 2021 |
| ---- | ---- | ---- | ---- | ---- | ---- | ---- | ---- | ---- |
| 47   | 42   | 44   | 39   | 42   | 49   | 52   | 54   | 45   |

| 2022 | - | - | - | - | - | - | - | - |
| ---- | - | - | - | - | - | - | - | - |
| 42   | - | - | - | - | - | - | - | - |

### Enseignement
La commune dépend de l'académie de Toulouse. Elle ne dispose plus d'école en 2016.

## Économie

### Emploi
|                | 2008  | 2013  | 2018  |
| -------------- | ----- | ----- | ----- |
| Commune        | 0 %   | 2,7 % | 6,1 % |
| Département    | 7,7 % | 9,4 % | 9,8 % |
| France entière | 8,3 % | 10 %  | 10 %  |

En 2018, la population âgée de 15 à 64 ans s'élève à 32 personnes, parmi lesquelles on compte 69,7 % d'actifs (63,6 % ayant un emploi et 6,1 % de chômeurs) et 30,3 % d'inactifs,. Depuis 2008, le taux de chômage communal (au sens du recensement) des 15-64 ans est inférieur à celui de la France et du département.
La commune fait partie de la couronne de l'aire d'attraction de Tarbes, du fait qu'au moins 15 % des actifs travaillent dans le pôle,. Elle compte 2 emplois en 2018, contre 5 en 2013 et 9 en 2008. Le nombre d'actifs ayant un emploi résidant dans la commune est de 20, soit un indicateur de concentration d'emploi de 9,5 % et un taux d'activité parmi les 15 ans ou plus de 47,9 %.
Sur ces 20 actifs de 15 ans ou plus ayant un emploi, 2 travaillent dans la commune, soit 10 % des habitants. Pour se rendre au travail, 90,5 % des habitants utilisent un véhicule personnel ou de fonction à quatre roues et 9,5 % n'ont pas besoin de transport (travail au domicile).

## Culture locale et patrimoine

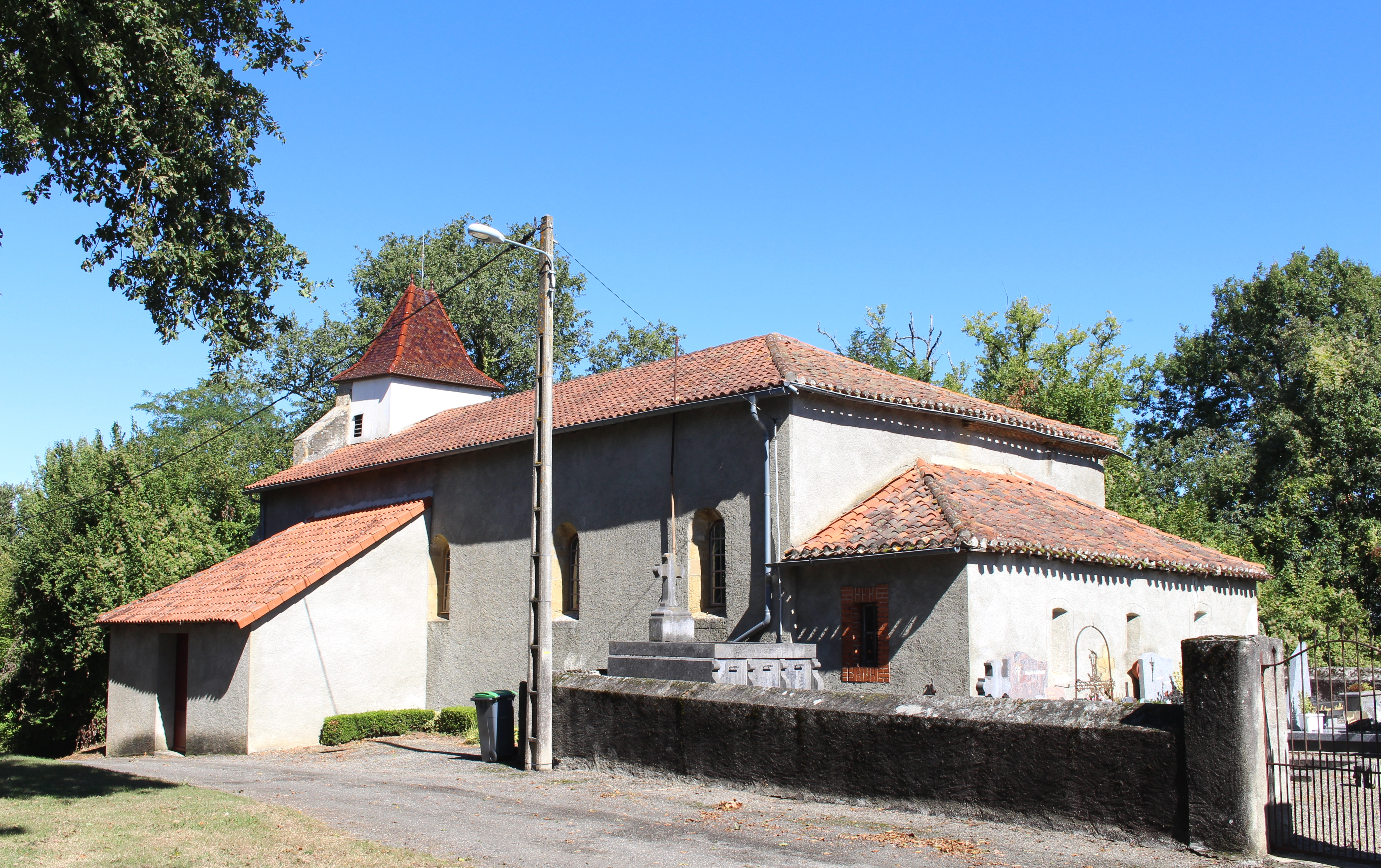
L'église Saint-Orens en 2016.

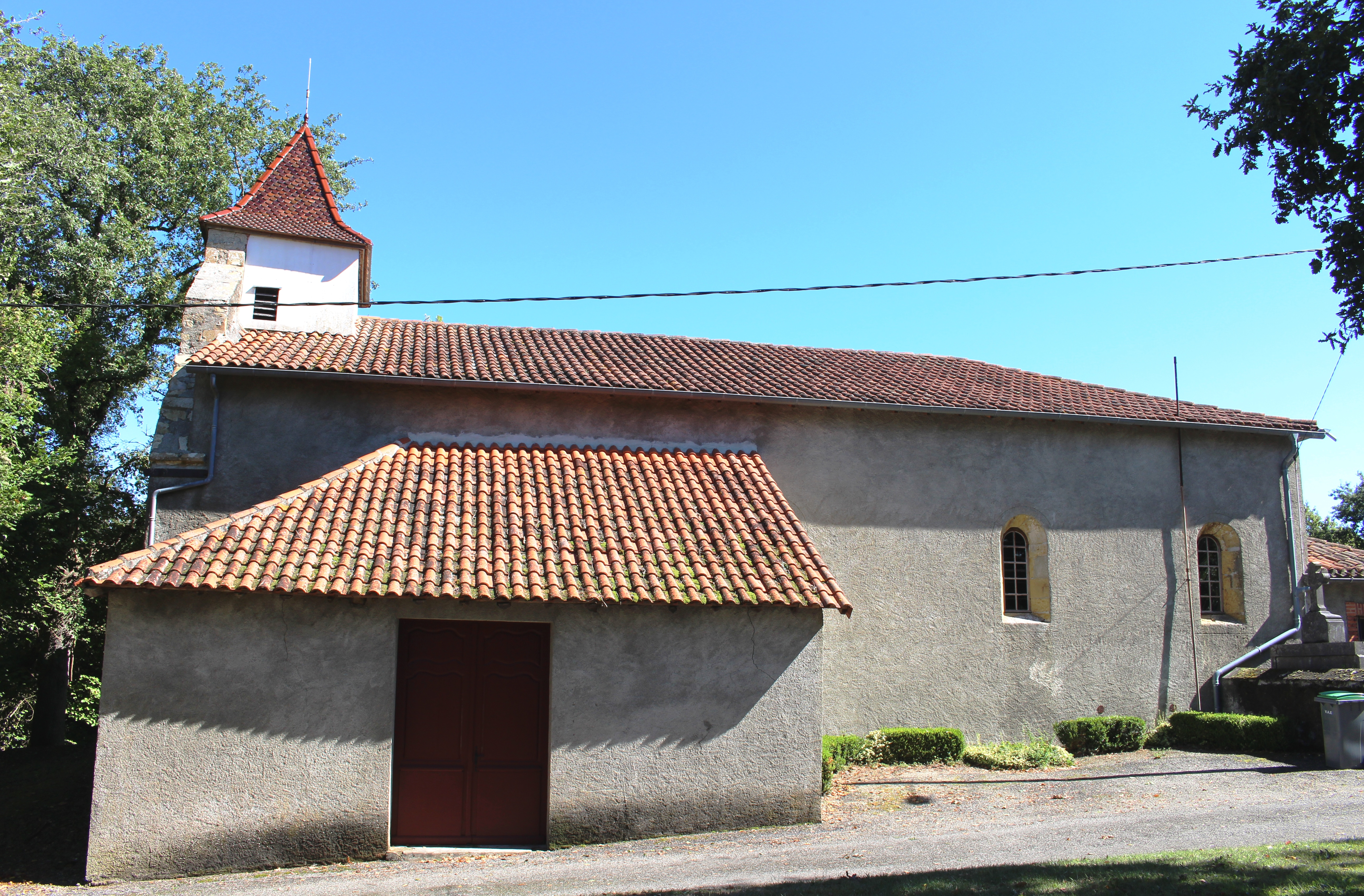
L'église Saint-Orens.

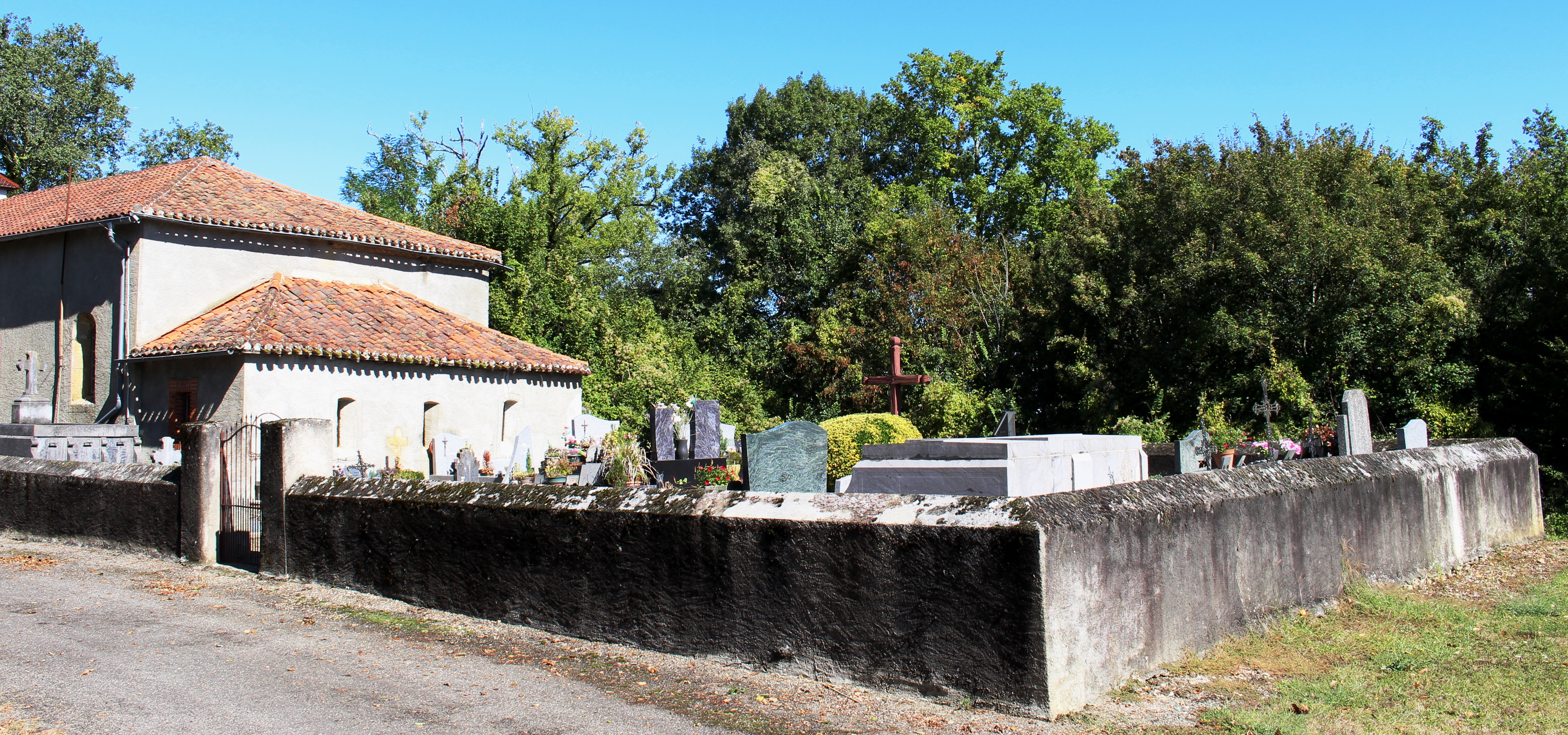
Le cimetière.

### Lieux et monuments
- Église Saint-Orens de Barbachen.

Au-dessus du village, sur une butte, ancienne motte féodale, se trouve la petite église et son cimetière. C'est là que fut enterré, à quelques centaines de mètres de sa maison, le chanoine Jean-Baptiste Senderens, chimiste et collaborateur de Paul Sabatier, inventeurs du procédé de catalyse Sabatier Senderens. Senderens fut directeur de l'École supérieure des sciences de l'institut catholique de Toulouse, directeur de recherche à la Caisse nationale des sciences, chevalier de la Légion d'honneur, grand prix de chimie organique de l'académie des sciences, etc.
À son enterrement, le 30 septembre 1937, « Avant la rude montée de l'église, le cercueil fut trainé par un attelage de bœufs couverts de draps blancs ornés de feuillages. Cette rusticité, s'il l'avait prévue, n'aurait pas déplu au savant en qui l'homme de haute culture n'avait pas tué le terrien profondément attaché au pays natal et à ses usages ».

« Rentré aux établissements Poulenc en 1913, comme directeur du service de catalyse, à notre usine de Vitry-sur-Seine, il devait pendant toute la Première Guerre mondiale, apporter son concours le plus dévoué et le plus efficace à la défense nationale et contribuer à la préparation de nombreux produits chimiques, pharmaceutiques, dont l'armée et la population avait besoin [...].
Il reprit possession de la petite maison familiale où il était né, à Barbachen, et sa vie s'écoula dès lors dans la méditation et dans l'étude car jusqu'au dernier jour, il ne cessa de travailler. En effet, ses dernières notes à l'Académie des sciences, dont il était membre correspondant, portent la date de cette année 1937 [...].
En nous quittant à Paris, nous avions pris l'engagement de nous revoir au moins une fois l'an, à Lourdes, et nous avons tenu parole, du moins à Barbachen pour cette année, puisque j'ai eu l'inestimable bonheur de passer avec lui sa dernière journée sur terre, le dimanche 26 septembre. »

— Camille Poulenc (directeur des établissements Rhône-Poulenc)
Sur la tombe de Senderens, dans le petit cimetière de Barbachen, il est indiqué :
« LE CHANOINE JB SENDERENS MEMBRE CORRESPONDANT DE L’ACADÉMIE DES SCIENCES - CHEVALIER DE LA LÉGION D'HONNEUR - 1856 1937 - R. I.P »

### Personnalités liées à la commune
Jean-Baptiste Senderens, chimiste et prêtre français, né et mort à Barbachen.

### Héraldique
| Blason | Blasonnement : de gueules à une tour d’argent ouverte et ajourée du champ, flanquée de deux avant-murs aussi d’argent, le tout maçonné de sable posé sur une terrasse alésée cousue de sinople en triangle renversé et accompagné de trois étoiles d'or. Commentaires : vérifié auprès de la mairie. |